# 帕西法尔号列车
帕西法尔号（德語：Parsifal）是曾经运行于法国巴黎经比利时至德国汉堡间一班国际列车所使用的名称，由法国国家铁路及德国联邦铁路（1994年后为德国铁路）在1957年至1997年间共同经营。其命名源自瓦格纳的歌剧《帕西法尔》，这是基于亚瑟王传说中圆桌骑士团成员珀西瓦里为原型创作的人物。列车自开行以来曾先后被纳入全欧快车、快速列车、城际列车及欧城列车等类别，直至2002年停运。

## 历史

### 全欧快车
当全欧快车（TEE）网络于1957年夏季推出后，由法国巴黎至德国多特蒙德间随即开行了一班名为巴黎-鲁尔号的全欧快车服务。在同年冬季的运行图更替后，这一区间自1957年10月3日起又开行了第二班全欧快车服务，被命名为帕西法尔号，使用车次为TEE155次（多特蒙德方向）及TEE190次（巴黎方向）。两班列车作为“镜像”班次交替运营，其中巴黎-鲁尔号使用德国联邦铁路提供的VT11.5型柴联车担当本务，于早上在多特蒙德发车、夜间返回多特蒙德；而帕西法尔号则是使用法国国家铁路提供的X2770型柴联车担当本务，早晨东行、夜间返回巴黎。此外，帕西法尔号的经停车站也比巴黎-鲁尔号更多，前者需要在比利时及德国边境的黑伯斯塔尔停靠。至1958年6月1日修订的运行图中，列车的停站被调整为与巴黎-鲁尔号相同，在德国境内仅经停杜塞尔多夫、杜伊斯堡及波鸿；而在1959年夏季的运行图修订中，列车的运行线路还曾一度被缩短为巴黎至杜塞尔多夫间运行，从而恢复在黑伯斯塔尔的停站。
1960年5月29日，帕西法尔号的运行线路被延长至汉堡始发及终到。列车在埃森至明斯特区间经由盖尔森基兴（不停站）的较短路线运行，从而不再途经鲁尔区东部及多特蒙德。杜塞尔多夫以北的停站点分别设于埃森、明斯特、不来梅、汉堡火车总站及汉堡达姆门车站，而杜伊斯堡直至1969年9月1日才恢复停靠。为了平衡帕西法尔号及巴黎-鲁尔号的里程资费水平，两班列车的运营车辆需要进行重新分配。由于德国车辆在德国境内的额外里程中无需支付境外里程资费，因此巴黎-鲁尔号更换为法国国家铁路提供的X2770型柴联车担当，而帕西法尔号则更换为德国联邦铁路的VT11.5型柴联车担当。此时巴黎－汉堡间的单程运行时间为9小时33分（反程为9小时34分），但随着1965年比利时开始对国内线路进行电气化改造，受此工程影响，列车双向的运行时间延长至10小时左右。至1966年以后，运行耗时才有所缩减。
1962年5月27日，帕西法尔号开始增加韦尔维耶及黑伯斯塔尔的固定停站，并在1963年9月29日至1966年5月22日期间取消停靠圣康坦。自1965年5月30日起，运行于安特卫普－多特蒙德的另一班全欧快车钻石号也开始使用VT11.5型柴联车担当。此时，往巴黎方向的帕西法尔号及往安特卫普方向的钻石号在科隆至列日区间采取合并运行。往汉堡方向的帕西法尔号在科隆至埃森区间也会于东行的钻石号抵达之后才发车，这是因为要实现安特卫普与德国北部城市汉堡之间的连结。然而这项合并运行在1966年5月22日实施的运行图修订中被取消，两班列车需要换乘的旅客改为在列日进行中转。1967年5月28日，列车车次进行重新编号，原TEE155/190次被替换为TEE43/44次。
1968年9月29日，帕西法尔号开始使用德国联邦铁路提供的UIC-X型车厢运营。但由于比利时境内的列日－那慕尔路段仍是非电气化区间，列车至此需要由柴油机车牵引。至1970年9月，当比利时的线路完成电气化改造后，列车全程均实现由电力机车牵引，单程的运行时间也缩减为东行（汉堡方向）8小时46分、西行（巴黎方向）8小时55分。
在1971年5月23日的欧洲铁路运行图修订中，帕西法尔号再度变更车次编号为TEE32/33次，其中往巴黎方向的列车改变了明斯特－埃森区间的运行路径，开始重新经由多特蒙德运行，并双向增加奥斯纳布吕克停站。但往汉堡方向则仍然维持经由盖尔森基兴的原路线运行。
| TEE32次 | TEE32次 | 停靠站           | TEE33次 | TEE33次 |
| 里程    | 时刻    | 停靠站           | 时刻    | 里程    |
| ------- | ------- | ---------------- | ------- | ------- |
| 0       | 12:33   | 汉堡（阿尔托纳） | 16:36   | 971     |
| 5       | 12:40   | 汉堡（达姆门）   | 16:28   | 966     |
| 7       | 12:45   | 汉堡（中央）     | 16:19   | 964     |
| 122     | 13:46   | 不来梅           | 15:19   | 849     |
| 245     | 14:40   | 奥斯纳布吕克     | 14:20   | 726     |
| 294     | 15:08   | 明斯特           | 13:56   | 677     |
| 361     | 15:41   | 多特蒙德         | ↑       | 610     |
| 395     | 16:00   | 埃森             | 13:13   | 576     |
| 415     | 16:15   | 杜伊斯堡         | 12:58   | 556     |
| 438     | 16:28   | 杜塞尔多夫       | 12:45   | 533     |
| 478     | 16:53   | 科隆             | 12:23   | 493     |
| 548     | 17:39   | 亚琛             | 11:38   | 423     |
| 578     | 18:01   | 韦尔维耶         | 11:15   | 330     |
| 603     | 18:19   | 列日             | 10:57   | 368     |
| 663     | 19:02   | 那慕尔           | 10:13   | 308     |
| 700     | 19:29   | 沙勒罗瓦         | 09:46   | 271     |
| 742     | 19:57   | 莫伯日           | 09:19   | 229     |
| 817     | 20:33   | 圣康坦           | 08:43   | 154     |
| 971     | 21:46   | 巴黎             | 07:33   | 0       |

帕西法尔号在鲁尔区内的线路变更

1971年的德国城际列车网络，红色为1号线

从1971年9月26日的运行图修订起，德国联邦铁路开始构建由四条线路组成的城际列车（IC）网络，涉及类别包括帕西法尔号以及其它运行于德国境内的全欧快车。帕西法尔号与钻石号被纳入发车间隔为每小时一班的运营网络，因此取消了彼此在列日的接驳服务。而列车在明斯特－埃森区间的双向路径均改为经由多特蒙德运行，成为城际列车1号线（汉堡－多特蒙德－科隆－慕尼黑）的组成部分。

### 快速列车
1978年9月，帕西法尔号决定在汉堡至巴黎间的编组中搭载二等车厢，这意味着它将不再符合全欧快车标准。1979年5月25日，随着德国联邦铁路对城际列车网络进行调整，二等车厢正式被加载至帕西法尔的编组中，其服务则转变为快速列车（D-Zug）类别继续提供运营，但运行区间被缩短为仅在巴黎－科隆间运行。
自1980年起，城际列车类别也开始应用至国际列车班次，另一班运行于相同区间的莫里哀号已转变为这一类别，但帕西法尔号则仍维持快速列车服务。1983年5月29日，由于莫里哀号的运行区间被延长至丹麦哥本哈根，并改变类别为快速列车。作为替换，帕西法尔号得以升级至城际列车类别。

### 欧城列车
自欧城列车（EC）网络于1987年5月31日创建后，帕西法尔号也被纳入了这一类别，但其线路仍维持在巴黎－科隆间运行。为了解决全欧快车时期班次较少的问题，帕西法尔号又连同莫里哀号及居斯塔夫·埃菲尔号（Gustave Eiffel）成为巴黎－科隆间每日三班的欧城列车之一，分别提供于早晨、下午及晚上双向发车的服务。然而，居斯塔夫·埃菲尔号在仅运行了一年后便失去了欧城列车资格。
1997年12月14日，连接巴黎经布鲁塞尔至科隆之间的大力士高速列车开始投入运营，帕西法尔号就此被取代而停运。

## 使用车辆

### 柴联车/客车车厢
全欧快车时代的帕西法尔号在1979年以前主要使用以下柴联车及客车车厢：
| 时期                          | 配属         | 型号           | 编组                                             |
| ----------------------------- | ------------ | -------------- | ------------------------------------------------ |
| 1957年10月3日 - 1960年5月28日 | 法国国家铁路 | X2770型柴联车  | 2节编组（繁忙期可增至3节）                       |
| 1960年5月29日 - 1968年9月28日 | 德国联邦铁路 | VT11.5型柴联车 | 8节（客车6节）编组 1965年后为10节（客车8节）编组 |
| 1968年9月29日 - 1979年5月26日 | 德国联邦铁路 | UIC-X型车厢    | 5节编组（德国境内增至7节）                       |

列车在运营初期使用法国国家铁路提供的X2770型柴联车，在1960年与巴黎-鲁尔号所使用的车辆互换后，则一直使用德国联邦铁路所提供的车辆。车辆互换的原因是由于帕西法尔号延长至汉堡始发及终到后，其在西德境内的运营里程更长，使用德国联邦铁路的车辆可以减免更多的里程资费。
1968年起，帕西法尔号开始更换由德国联邦铁路生产的UIC-X型车厢。其标准编组由1节开放座车、2节隔间座车、1节隔间座车/酒吧车合造车以及1节餐车，共计5节构成。在亚琛－汉堡区间，列车还会在编组中加挂1节开放座车及1节隔间座车作为国内回转车。

### 牵引机车
在全欧快车时代，帕西法尔号主要使用以下电力机车担当本务机。在电气化制式中，法国采用25千伏50赫兹交流电、比利时采用3000伏直流电、西德采用15千伏16⅔赫兹交流电。其中巴黎－列日区间由法国国家铁路或比利时国家铁路提供的交直流电力机车牵引，本务机在列日-吉耶曼车站换挂及折返。列日－科隆区间由比利时国家铁路的交直流电力机车牵引，科隆以北则由德国联邦铁路提供的单电压制式电力机车牵引。然而，也有部分时候的机车换挂在亚琛完成，因此也会有德国联邦铁路的交直流电力机车担当列日以东区间的牵引任务。
| 配属           | 型号                          | 电压制式                 | 电压制式               | 电压制式                  | 运用时期        |
| 配属           | 型号                          | 25kV 50Hz交流电 （法国） | 3000V直流电 （比利时） | 15kV 16⅔Hz交流电 （德国） | 运用时期        |
| -------------- | ----------------------------- | ------------------------ | ---------------------- | ------------------------- | --------------- |
| 法国国家铁路   | 法国国家铁路CC40100型电力机车 | ○                        | ○                      | ○                         | 1968年 - 1971年 |
| 比利时国家铁路 | 比利时国家铁路15型电力机车    | ○                        | ○                      | ○                         | 1971年 - 1974年 |
| 比利时国家铁路 | 比利时国家铁路16型电力机车    | ○                        | ○                      | ○                         | 1969年 - 1971年 |
| 比利时国家铁路 | 比利时国家铁路22型电力机车    | ×                        | ○                      | ×                         | 1968年 - 1979年 |
| 比利时国家铁路 | 比利时国家铁路23型电力机车    | ×                        | ○                      | ×                         | 1971年 - 1979年 |
| 比利时国家铁路 | 比利时国家铁路25型电力机车    | ×                        | ○                      | ×                         | 1971年 - 1979年 |
| 比利时国家铁路 | 比利时国家铁路26型电力机车    | ×                        | ○                      | ×                         | 1971年 - 1979年 |
| 德国联邦铁路   | 德国联邦铁路184型电力机车     | ○                        | ○                      | ○                         | 1970年 - 1979年 |
| 德国联邦铁路   | 德国联邦铁路110型电力机车     | ×                        | ×                      | ○                         | 1968年 - 1973年 |
| 德国联邦铁路   | 德国联邦铁路103型电力机车     | ×                        | ×                      | ○                         | 1971年 - 1979年 |

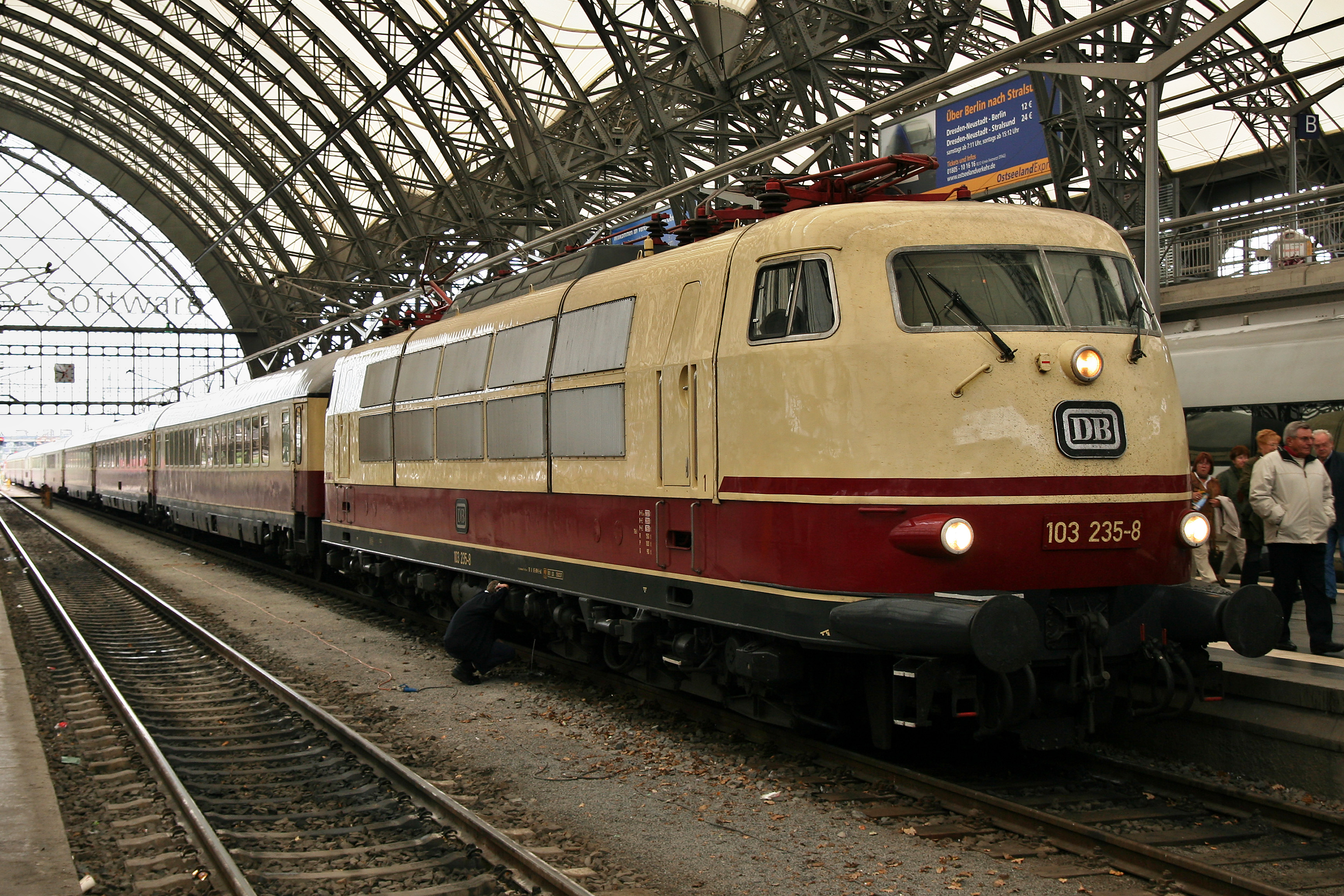
德国铁路103型电力机车

在1968年至1970年期间，因那慕尔－列日的铁路尚未完成电气化改造，这一区间的牵引任务则由比利时国家铁路52型柴油机车、比利时国家铁路54型柴油机车或比利时国家铁路55型柴油机车担当。

## 脚註
1. ↑  UIC 1972，第18頁.
2. 1 2 3 4  Mertens & Malaspina 2007，第200頁.
3. ↑  Hajt 2001，第104頁.
4. ↑  Goette 2008，第90頁.
5. 1 2 3  Mertens & Malaspina 2007，第200-202頁.
6. ↑  Mertens & Malaspina 2007，第181頁.
7. ↑  Hajt 2001，第73頁.
8. ↑  Goette 2008，第91頁.
9. ↑  Mertens & Malaspina 2007，第203頁.
10. 1 2 3  Mertens & Malaspina 2007，第203-205頁.
11. 1 2  植田信行 1978，第160-163頁.
12. ↑  Malaspina 2005，第66-67頁.
13. ↑  Malaspina 2006，第26頁.
14. 1 2  Mertens & Malaspina 2007，第205頁.
15. ↑  Malaspina 2006，第35頁.
16. ↑  Mertens & Malaspina 2007，第84-85頁.
17. ↑  Mertens & Malaspina 2007，第91頁.